# Српска народна самостална странка
За мање познату политичку странку српског народа Босне и Херцеговине у вријеме Аустроугарске монархије видјети Српска народна самостална странка (Босна и Херцеговина)
Српска народна самостална странка (или краће, позната као и Српска самостална странка) је била главна политичка странка српског народа у Краљевству Хрватске и Славоније, једна од водећих у аустроугарској двојној монархији. Постојала је од 1881. године, односно свршетка процеса демилитаризације Војне крајине и припајања њених хрватских и славонских дијелова наведеном аутономном дијелу Земље Круне Св. Стевана, све до распада Монархије 1918. године и југословенског уједињења. У њеном оснивању је великим дијелом помогла партија војвођанских либерала Српска народна слободоумна странка.
Странка се борила за законито признање српског имена које би било равноправно са хрватским, за очување народно-црквене аутономије, измену школских закона и опстанака српских аутономних школа. Наиме доношењем школског закона 14.октобра 1874, у члану 11.се наводи да у народним и грађанским школама може постојати као наставни језика само хрватски језик и хрватски језик је обавезан у наставном курикулуму, са хрватском историјом. Српски политичари су приликом доношења тог закона у сабору тражили да се тај члан допуни: "Gdje se u ovome zakonu spominje hrvatski jezik kao jezik nastavni, razumieva se pod tim jezikom u srpskih školskih obćinah istovjetni jezik srpski. Na javnih školah ima se učiti ćirilica". Међутим, после бурне расправе у сабору, члан 11 је остао нетакнут. У страху од похрваћивања странка је у државној управи и код судова правила молбе за изједначавање ћирилице са латиницом, а у крајевима који су били већином насељени српским становништвом да јој се призна и унутрашња званичност. Странка се залагала за присаједињење Далмације Хрватској. 
Странка се приближила хрватској Народној странци која је благонаклоно гледала на захтеве Срба. Због тога је 1884. године одлучено да чланови Српског самосталног клуба у исто време буду и чланови Клуба Народне странке. Од те године Срби постају важан фактор у Хрватском сабору. Народна странка је захваљујући Србима и њиховим посланичким местима остајала на власти. Срби су имали 30 посланичких места док су обе хрватске странке, Независна народна странка и Странка права, заједно имале 40. Године 1884. 28. августа озакоњена је народно-црквена аутономија и употреба ћирилице у Хрватској и Славонији.
Године 1887. изгласан је Српски закон у Хрватској. Њиме су Срби на територији Карловачке митрополије добили право да уређују своје аутономне послове на црквено-народним саборима, у складу са постојећим земаљским законима и под врховним надзором владара. Зајемчена је слободна употреба ћирилице на свим степенима земаљских власти у Хрватској и Славонији. Закон је прописивао државну помоћ православној цркви. Права вредност овог закона била је у томе што је то био први закон у Хрватској у којем се налазила реч „Србин“. Њиме није било осигурано име и српска национална индивидуалност у Хрватској. Закон је све сводио на питање вере.
Након 1887. програм странке је прописивао борбу за признавање српске националне индивидуалности и права српског народа на аутономију своје цркве и школе. Тражено је доследно уважавање српског имена и језика у свим законима и службеним списима. Програм је тражио равноправност православне и католичке вероисповести, као и за изједначавање ћирилице са латиницом.
Самостална странка је од 1887. до 1896. са радикалима из Угарске чинили једну политичку организацију, чак су у управи обеју партија седели исти људи. Када се Српска народна слободоумна странка распала 1887. на две целине самосталци у Хрватској су се већим делом определили за радикале. Од 1897. долази до политичког заокрета ка либералима унутар самосталне странке.
Била је саставни дио Хрватско-српске коалиције која је готово непрекидно владала Троједницом а њен познији лидер Светозар Прибићевић и шеф политичког савеза. Ступајући у коалицију са Самосталном радикалном странком из Србије у вријеме привременог периода 1919. године названом Демократска заједница, доцније се уједињује у јединствену политичку странку под Љубомиром Давидовићем познату као Југословенска демократска странка. СНСС доноси у ДС своје најчвршће ставове о интегралном југословенству и у странци која има много ставова ССС-овци представљају заговорнике чврстог јединства. Ту се и наслућују унутарстраначки сукоби који су довели до издвајања Самосталне демократске странке.
Данашња водећа и тренутно једина парламентарна партија српског народа у Републици Хрватској Самостална демократска српска странка, основана 1997. године, именована је у част ове странке.